# Stabhochsprung

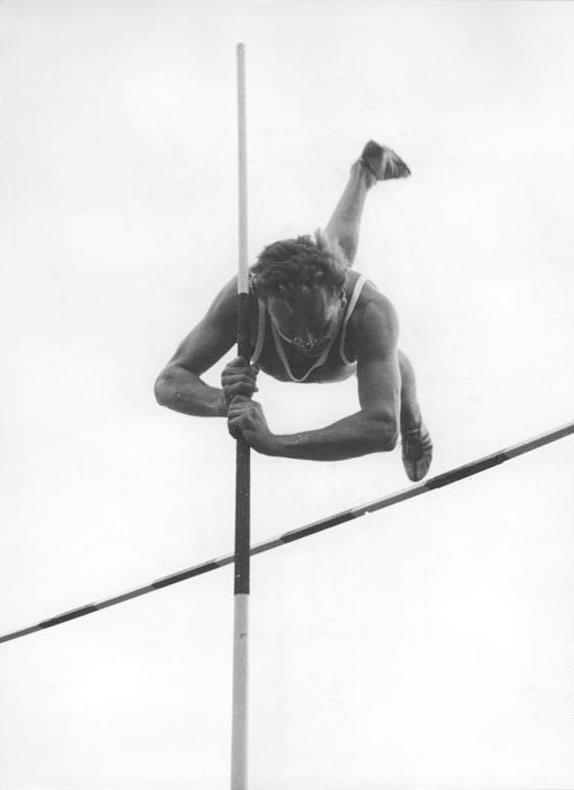
Stabhochsprungtechnik 1955

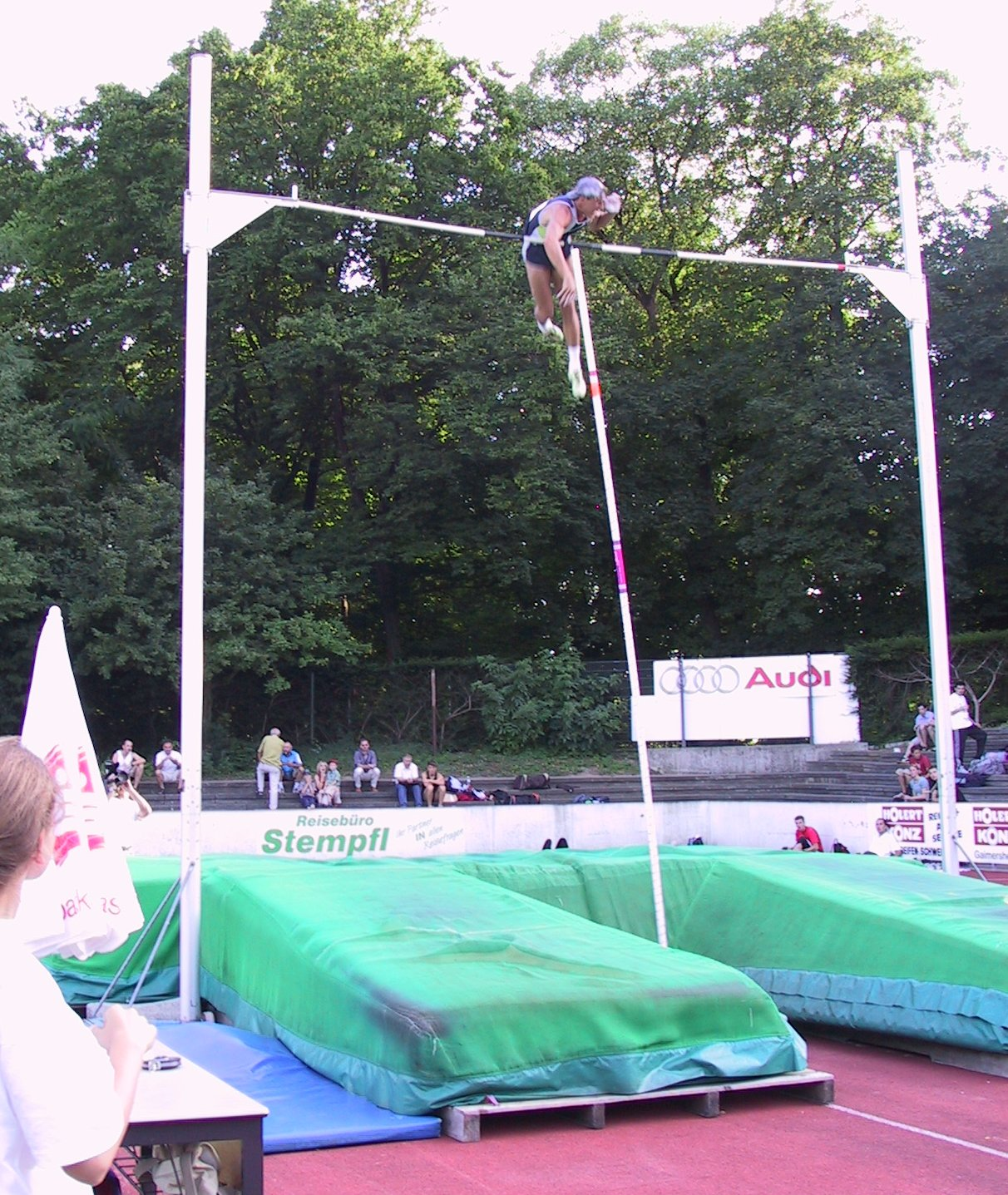
Stabhochspringer bei der Lattenüberquerung

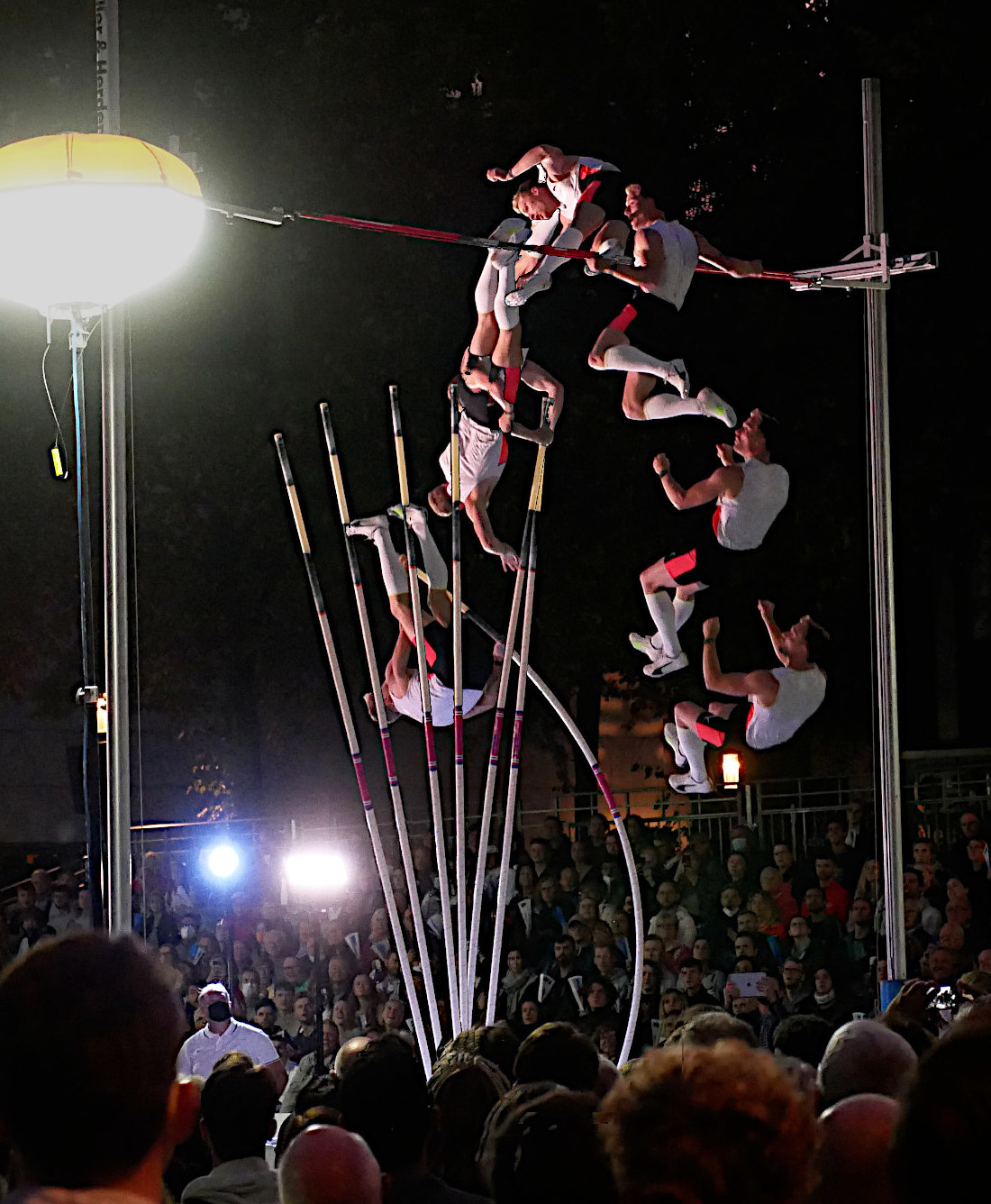
Aachener Domspringen 2021, Serienbild

Stabhochsprung ist eine Disziplin in der Leichtathletik, bei der die Springer nach ihrem Anlauf eine hochliegende Sprunglatte mit Hilfe eines langen, flexiblen Stabes überwinden. Diese Latte ist 4,50 Meter lang und so auf zwei Sprungständern gelagert, dass sie bei leichter Berührung herunterfällt. Die Anlaufbahn ist mindestens 45 Meter lang und 1,22 Meter breit.
Die Sprungstäbe selbst sind nicht reglementiert. Moderne Stäbe bestehen aus kohlenstofffaserverstärktem Kunststoff (CFK) oder aus glasfaserverstärktem Kunststoff (GFK), haben einen Durchmesser von etwa fünf Zentimetern und sind hohl. Je nach Gewicht und Kraft des Springers und der Sprunghöhe variiert die Länge und Dicke des Stabes. Mit Stäben aus glasfaserverstärktem Kunststoff erreichen die besten Springer ca. 6 Meter bei den Männern (Weltrekord: 6,29 m, Armand Duplantis) und ca. 4,80 Meter bei den Frauen (Weltrekord: 5,06 m, Jelena Issinbajewa).
Der Stabhochsprung ist seit 1896 in Athen olympische Disziplin für die Männer und seit 2000 in Sydney bei den Frauen. Stabhochsprung ist auch eine Disziplin des Zehnkampfs.

## Geschichte

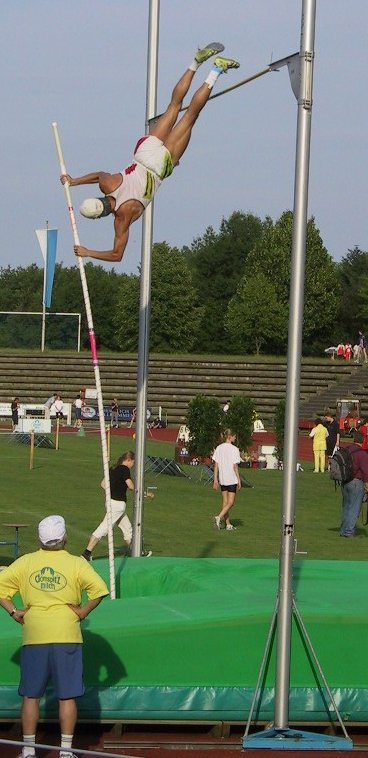
Stabhochspringer in der Abstoßphase kurz vor der Lattenüberquerung

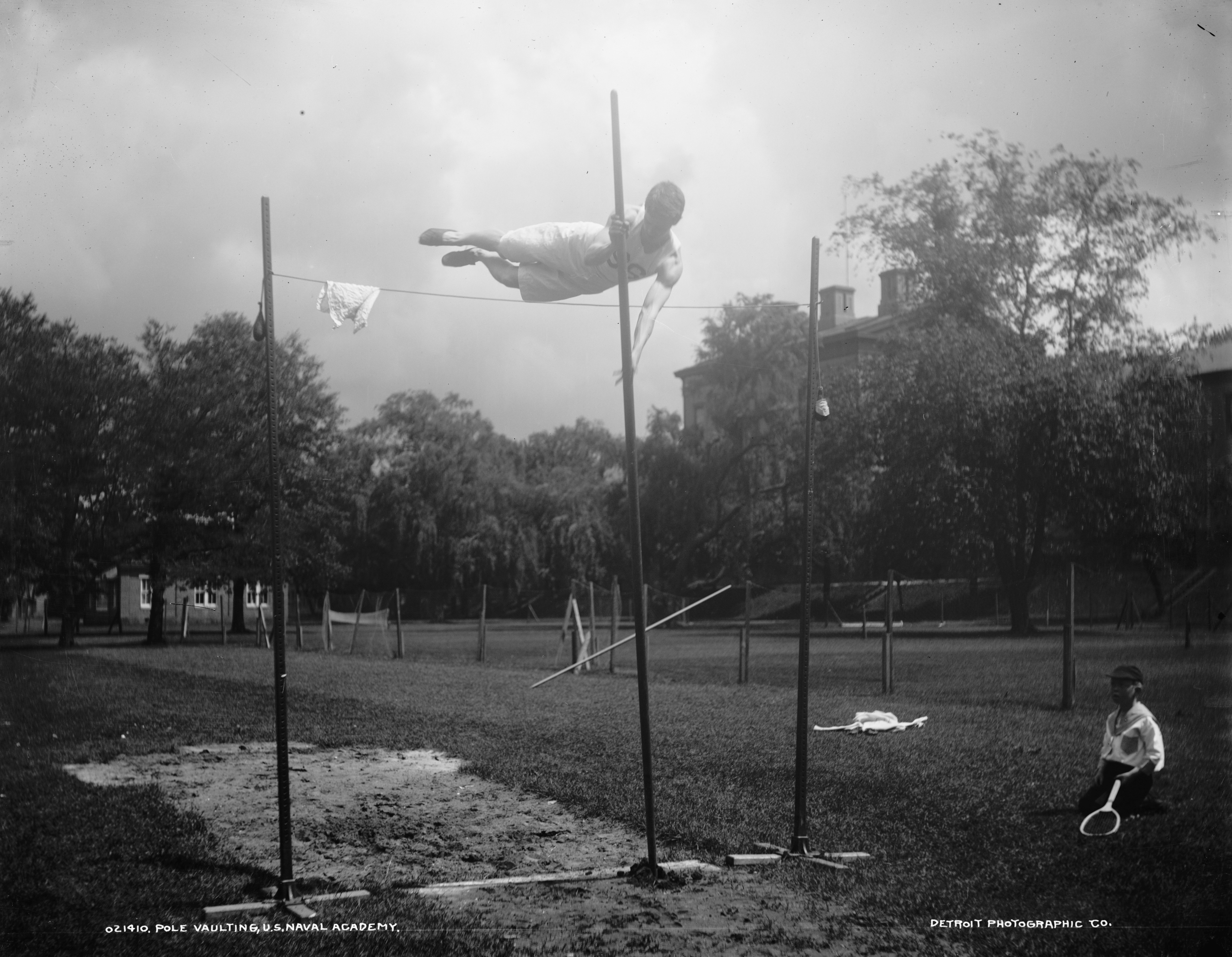
1890–1900

Frühe Formen des „Stabspringens“ sind von den Griechen in der Antike überliefert. Auf Kreta benutzte man lange Stäbe, um sich über Bullen zu schwingen. Die Kelten benutzten Stäbe für Weitsprünge. Hochsprungveranstaltungen mit dem Stab sind seit ca. 1775 aus der deutschen Turnerschaft bekannt. Bei den ersten echten Stabhochsprungwettbewerben um 1850 wurden lange, schwere Eschenstangen benutzt, an denen die Sportler mehr kletterten als dass sie sprangen.
1889 wurden in den USA Handbewegungen am Stab entlang als regelwidrig erklärt, und zugleich kam die Technik auf, sich mit den Beinen voran und dem Bauch nach unten über die Latte zu schwingen.
Seit 1896 in Athen ist Stabhochsprung eine olympische Disziplin.
Leichte Bambusstäbe kamen 1900 auf und wurden vier Jahrzehnte lang benutzt (letzter Weltrekord mit Bambusstab: 4,77 m, Cornelius Warmerdam, 1942). Auch der „Einstichkasten“ wurde 1900 eingeführt. Bob Gutowski, USA, verbesserte 1957 den alten Bambus-Weltrekord auf 4,78 m mit einem Aluminium-Stab. Dieser wiederum wurde 1960 mit einem Stahlstab durch Don Bragg auf 4,80 m getrieben. Zur Sicherheit der Springer wurden in dieser Zeit Landematratzen eingeführt. GFK-Stäbe waren in den USA seit 1956 in Verwendung, der erste Weltrekord – 4,83 m – mit einem GFK-Stab wurde 1961 von George Davies aufgestellt.
Von Frauen sind Stabhochsprungveranstaltungen seit 1911 bekannt, wurden aber erst in den 1990er Jahren als offizielle Wettkämpfe durchgeführt.
Ab 1995 führt die IAAF, seit 2019 World Athletics Weltrekordlisten; der erste internationale Wettkampf mit Frauenstabhochsprung waren die Halleneuropameisterschaften 1996 (Siegerin: Vala Flosadóttir, Island). 1997 durften die Frauen erstmals bei den Hallenweltmeisterschaften mitspringen, 1999 auch bei den Freiluftweltmeisterschaften und 2000 bei Olympischen Spielen.
Seit 1998 gab es mehrere Regeländerungen: Zunächst wurde das Berühren der Latte mit der Hand für regelwidrig erklärt. Ab 2002 wurde die Auflagefläche für die Lattenenden verkürzt, der Lattenquerschnitt wurde verändert und die Vorbereitungszeit für einen Versuch von zwei Minuten auf eine Minute verringert (in der Endphase zwei Minuten für die letzten drei Springer und fünf Minuten für den schon feststehenden Sieger). Initiiert wurden sie durch Serhij Bubka in seiner Eigenschaft als Sportfunktionär. Er selbst hatte seine Bestleistungen noch unter den alten Regeln erzielt.

## Meilensteine
Männer:
- erstes registriertes Ergebnis: 3,15 m (10 Fuß, 4 Zoll), Francis Temple (GBR), 6. Oktober 1849 in Woolwich
- erster offizieller Weltrekord: 4,02 m, Marc Wright (USA), 8. Juni 1912
- erster Sprung über 4,50 Meter: 4,54 m, Bill Sefton und Earle Meadows, beide USA, 29. Mai 1937
- erster Sprung über 5 Meter: 5,00 m, Brian Sternberg (USA), 27. April 1963
- erster Sprung über 5,50 Meter: 5,51 m, Kjell Isaksson (SWE), 15. April 1972
- erster Sprung über 6 Meter: 6,00 m, Serhij Bubka (URS), 13. Juli 1985

Frauen:
- erstes registriertes Ergebnis: 1,725 m, Ruth Spencer (USA), 15. Mai 1911 in Painesville
- erster Sprung über 3 Meter: 3,05 m, Irene Spieker (USA), 9. Februar 1979
- erster Sprung über 3,50 Meter: 3,50 m, Jana Edwards (USA), 23. Juli 1983
- erster Sprung über 4 Meter: 4,00 m, Zhang Chungzhen (CHN), 24. März 1991
- erster offizieller Weltrekord: 4,05 m, Sun Caiyun (CHN), 21. Mai 1992
- erster Sprung über 4,50 Meter: 4,50 m, Emma George (AUS), 8. Februar 1997
- erster Sprung über 5 Meter: 5,00 m, Jelena Issinbajewa (RUS), 22. Juli 2005

## Erfolgreichste Sportler
Männer:
- Bob Richards (USA): Olympiasieger 1952 und 1956 sowie Olympiadritter 1948
- Thierry Vigneron: er verbesserte den Weltrekord zwischen 1980 und 1984 insgesamt fünf Mal.
- Serhij Bubka (URS/EUN/UKR): Olympiasieger 1988 und sechsmal Weltmeister: 1983, 1987, 1991, 1993, 1995 und 1997. Verbesserte den Weltrekord zwischen 1984 und 1994 insgesamt 17 Mal.
- Renaud Lavillenie (FRA): ehemaliger Weltrekordhalter indoor (6,16 m) und Olympiasieger 2012 sowie Olympiazweiter 2016 und dreimal Hallenweltmeister und insgesamt siebenmal Europameister (dreimal outdoor, viermal indoor) ab 2009
- Armand Duplantis (SWE), Weltrekordhalter im Freien (6,29 m) und in der Halle (6,27 m) (wobei laut Regel 260.2 ein Weltrekord im Stabhochsprung unabhängig davon gilt, ob er in der Halle oder im Freien erzielt wurde), Olympiasieger 2021 und 2024, Weltmeister 2022 und 2023, Hallenweltmeister 2022, Europameister 2018, 2022 und 2024 sowie Halleneuropameister 2021. Er verbesserte den Weltrekord seit 2020 insgesamt dreizehn Mal.
- Erfolgreichster Deutscher: Wolfgang Nordwig, Olympiasieger 1972 und Olympiadritter 1968

Frauen:
- Stacy Dragila (USA): Olympiasiegerin 2000 und zweifache Weltmeisterin, 1999 und 2001
- Jelena Issinbajewa (RUS): Olympiasiegerin 2004 und 2008, Weltmeisterin 2005, 2007 und 2013, WM-Dritte 2003. Weltrekordhalterin; sie verbesserte den Weltrekord insgesamt 17 Mal.

## Technik
Die moderne Stabhochsprungtechnik beginnt mit der Verwendung hochelastischer Stäbe aus glasfaserverstärktem Kunststoff, die sich stark biegen lassen, ohne Schaden zu nehmen. Der Grad der Durchbiegung lässt sich am kürzesten Abstand zwischen dem Einstichpunkt und dem Griffpunkt bewerten. Metallstäbe erlauben eine Verkürzung dieser Strecke beim Durchbiegen um 6 bis 20 Zentimeter, GFK-Stäbe um 60 bis 100 Zentimeter.
Die heute allgemein gebräuchliche Sprungtechnik geht auf den US-amerikanischen Stabhochspringer John Pennel (1940–1993) zurück, der von 1963 bis 1969 vier Weltrekorde erzielte (5,13 m, 5,20 m, 5,34 m, 5,44 m).

## Sprungverlauf im Einzelnen
Grob lässt sich der Stabhochsprung in die Bewegungsphasen Anlauf – Einstich-Absprung – Eindringen – Aufrollen – Lattenüberquerung – Landung einteilen.
Der Springer hält den Stab auf der dem Absprungbein entgegengesetzten Seite, also z. B. rechts, wenn er mit links abspringt. In der Startstellung greift ein Links-Springer den Stab mit der rechten Hand am oberen Ende von unten und mit der linken Hand in ca. 90 bis 120 Zentimetern Entfernung von oben; ein Rechts-Springer umgekehrt. Bei Anheben des Stabes vor dem Anlauf dreht sich die rechte Hand mit dem Handrücken nach oben, so dass Zeige- und Mittelfinger von oben auf den Stab drücken und ihn anheben können. Bei der linken Hand ruht der Stab auf dem Daumen, die anderen Finger greifen ihn von oben (Rechtsspringer: umgekehrt). Der Springer startet den Anlauf mit dem Ende neben dem Körper in Hüfthöhe, der Stab steht nahezu senkrecht.
Der Anlauf ist ein bis zu 45 Meter bzw. 20 Schritte langer Steigerungslauf, bei dem Geschwindigkeiten bis zu 9,5 m/s (Männer) bzw. 8,3 m/s (Frauen) auf den letzten fünf Metern erreicht werden. Während des Anlaufs wird der Stab kontinuierlich gesenkt, so dass er auf den letzten drei bis fünf Schritten eine waagrechte Position erreicht; der Körper richtet sich in eine senkrechte Position auf.
Der folgende Einstich-Absprung-Komplex ist das zentrale Element des Stabhochsprungs. Während der letzten drei Schritte beschleunigt der Springer sein Stabende nach oben, verbunden mit Drehbewegungen der Hände, über den Kopf, bis der hintere Arm gestreckt ist; die Stabspitze „fällt“ dabei in den Einstichkasten. Bevor der Stab die rückwärtige Wand des Einstichkastens berührt, erfolgt der vorwärts-aufwärts gerichtete Absprung in Form einer schnellen Ganzkörperstreckung, wobei der Absprungpunkt genau unter der oberen Griffhand sein muss. Hier gibt es zwei verschiedene Techniken. Einerseits kann der Springer „Vorspringen“, das heißt, er führt den vollen Absprung, ohne Kontakt mit der Rückwand des Kastens zu haben, oder er springt, wie beschrieben, im selben Moment ab, in dem der Stab die Rückwand des Kastens berührt.
Durch die geschickte Ausnutzung von Anlauf- und Absprungenergie biegt sich der Stab von ganz allein, wobei kinetische Energie auf den Stab übertragen wird. Der Springer dringt in den Stab ein, d. h., er speichert Energie im sich biegenden Stab.
Bevor sich der Stab wieder streckt, also seine Energie wieder an den Springer zurückgibt, muss der Körper in eine gestreckte Kopfunten-Position gebracht werden. Dieses Aufrollen wird durch ein möglichst kraftvolles und schnelles Schließen des Arm-Rumpf-Winkels erzeugt, bei dem der Körper in eine I-Stellung kommt. Der Springer hält sich am Stab mit gestrecktem rechten und angezogenem linken Arm (Linksspringer: umgekehrt). Während der Stabstreckung bleibt der Körperschwerpunkt möglichst nahe an der Streckachse des Stabes, so dass der Springer fast senkrecht in die Höhe katapultiert wird. Am Ende dieser Bewegung beginnt der Springer mit dem Drehumstütz, d. h. er dreht sich um seine Körperlängsachse mit der Brust zur Latte, um diese sicher überqueren zu können, und stößt sich vom Stab ab.
Die Latte wird bei richtiger Vorbereitung fliegend im Bogen überquert, die Landung erfolgt bei einem gelungenen Sprung auf dem Rücken.

## Physik des Stabhochsprungs
Wie hoch ein Athlet mit dem Stab springen kann, hängt von folgenden Faktoren ab:
- Anlaufgeschwindigkeit: Männliche Weltklassespringer erzielen vor dem Absprung eine Maximalgeschwindigkeit von 9,5 bis 10 Meter pro Sekunde. Nach der Formel hmax = v0²/2g ergibt sich dadurch ein möglicher Höhengewinn von (g ≈ 9,81 m/s²) von 4,60 bis 5,10 m.
- Körperschwerpunkt: Je nach Größe, Körperbau und Absprungposition liegt er typischerweise im Bereich von 0,90 bis 1,20 m.
- Lattenüberquerung: Im Idealfall können durch eine geschickte Überquerung mit durchgehender Absenkung des Körperschwerpunkts nach außerhalb des Körpers wenige Zentimeter gewonnen werden. Im Normalfall verliert der Springer an dieser Stelle einige Zentimeter.
- Abstoßen vom Stab: Durch eine kräftige Zug- und Abstoßbewegung mit den Armen nach der Streckung des Stabs kann der Springer der Gravitation entgegenwirken. Ein Stoß mit 500 Newton, der auf 70 kg Körpergewicht wirkt, führt beispielsweise zu einer kurzfristigen (~0,1 s) Beschleunigung von 7,1 m/s², was weitere rund 4 cm bringen kann (s = a × t²/2).

Diese Annahmen legen eine maximal erzielbare Höhe von rund 6,40 m nahe. Davon abzuziehen sind die unvermeidlichen Energieverluste, die durch Stauchung und Vibration des Stabs entstehen, sowie jegliche Abweichung von der idealen Technikausführung (z. B. seitliche Neigung).
Duplantis kommt trotz eines Körperschwerpunkts von deutlich unter 1,20 m (Körpergröße 1,81 m) schon sehr nah an dieses kalkulierte Maximum heran. Er nutzt – im Gegensatz zu Springern, die den Bodenkontakt spätestens bei Berührung der Rückwand verlieren – eine weitere Möglichkeit, um zusätzliche Energie in den Stab einzubringen, indem er diesen bereits vor dem Absprung leicht biegt, bei gleichzeitiger explosiver Körperstreckung.

## Sprungstäbe
Die Stäbe sind nicht reglementiert und unterscheiden sich nach der Länge und der Elastizität, die auf ein bestimmtes Körpergewicht bezogen ist. Mitunter werden nichtmetrische Maße wie englische Fuß für die Länge und englische Pfund für das Körpergewicht in den Modellbezeichnungen verwendet. Ein Stab der Bezeichnung 490-77 ist 4,90 Meter lang und auf 77 Kilogramm ausgelegt. In englischen Maßen hieße derselbe Stab 16-170 (16 Fuß, 170 Pfund).
Allerdings ist damit keine Zuordnung zum jeweiligen Springer gegeben. Während z. B. Mehrkämpfer mit einer Sprunghöhe von 4,50 Metern häufig Stäbe deutlich unter Körpergewicht springen (Gewicht 100 kg – Stab 480-84), nehmen Spitzenathleten Stäbe deutlich über Körpergewicht (Annika Becker beim deutschen Rekord über 4,77 m: Gewicht 63 kg – Stab 460-80). Eine genauere Einteilung der Stäbe in Härtegerade ermöglicht der Vergleich der sogenannten „Flexnummern“. Diese Nummer wird vom Hersteller wie folgt bestimmt: Der Stab wird in zwei Halterungen an den Enden eingespannt und danach mit einem Gewicht von 22,7 Kilogramm in der Mitte belastet. Die Durchbiegung, gemessen in Zentimetern, ist dann die zum jeweiligen Stab gehörende Flexnummer. Zusätzlich geben die Hersteller jeweils die geringste und die größte Griffhöhe an. Die Differenz aus übersprungener Höhe und Griffhöhe wird als Überhöhung bezeichnet.
Welchen Stab ein Springer verwendet, ermittelt er durch Probieren. Dabei muss er vermeiden, dass sich der Stab zu stark biegt und bricht. Erfahrene Springer wechseln von weichen zu harten Stäben (auch innerhalb eines Wettkampfs).

## Wettkampfbestimmungen
Die Anfangshöhe und die Steigerungen (mindestens 5 Zentimeter) beim Stabhochsprung werden vor dem Wettkampf bekanntgegeben und jeder Athlet muss seine Einstiegshöhe nennen. Außerdem kann der Athlet beim Stabhochsprung bestimmen, welchen Abstand die Ständer, auf denen die Latte liegt, haben sollen. Gemessen wird hierbei von der Nulllinie, die durch die Stoppwand des Einstichkastens markiert wird, maximal 80 Zentimeter in Richtung Matte. Dieser Abstand kann vom Wettkämpfer bei jedem Versuch geändert werden. Jedem Athleten stehen drei Versuche pro Durchgang – sprich Höhe – zu. Er muss die drei Versuche allerdings nicht über diese Höhe ausführen, sondern kann z. B. nach zwei Fehlversuchen auf den dritten Versuch verzichten, was bedeutet, dass er diesen dritten Versuch bei der nächsten Höhe ausführen muss. Über diese Höhe hätte er in diesem speziellen Fall nur einen einzigen Versuch. Nach drei aufeinanderfolgenden Fehlversuchen – ohne Rücksicht auf die Sprunghöhe – hat er kein Recht mehr auf weitere Sprünge. Verzichtet ein Athlet auf eine Höhe, so darf er sich erst wieder bei der nächsten Höhe versuchen. Ist nur noch ein Athlet im Wettkampf und hat er diesen gewonnen, so kann er die weiteren Höhensteigerungen selbst bestimmen.
Alle Sprunghöhen werden in ganzen Zentimetern gemessen, wobei die Oberkante der Latte maßgeblich ist. Da die Latte leicht durchhängt (erlaubt sind maximal 3 Zentimeter), wird in der Lattenmitte genau senkrecht zum Boden gemessen. Für das Messen müssen die Ständer auf die Nulllinie geschoben werden – nur so ist eine senkrechte und damit regelgerechte Messung möglich.
Folgende Tatbestände werden als Fehlversuch (die Entscheidung darüber trifft der Obmann Stabhochsprung) gewertet:
- Der Athlet berührt die Latte während des Sprungs so, dass sie nicht auf den Auflegern liegen bleibt (wird die Latte durch einen Windstoß von den Auflegern geweht, ist dies kein Fehlversuch, bleibt sie nach einer Berührung liegen, ist dies kein Fehlversuch, bleibt sie auf dem Ausleger, an dem der Aufleger befestigt ist, statt des Auflegers selbst liegen, dann ist es ein Fehlversuch.[2])
- Der Athlet berührt die Matte oder den Boden hinter der Nulllinie mit dem Stab oder irgendeinem Teil seines Körpers, bevor er die Latte überquert hat.
- Nach dem Absprung darf der Athlet nicht mit der unteren Hand über die obere greifen oder mit der oberen noch höher greifen – er darf also nicht am Stab „hochklettern“.
- Nach dem Überqueren der Latte darf der Athlet die vibrierende oder herunterfallende Latte nicht mit den Händen stabilisieren oder sie gar auf die Aufleger zurücklegen.
- Wenn der Sprungstab von irgendjemandem – Athlet oder Kampfrichter – berührt wird, bevor er von den Ständern und der Latte wegfällt und der Schiedsrichter der Meinung ist, dass dieser Eingriff ein Fallen der Latte verhindert hat, muss der Versuch ebenfalls ungültig gegeben werden.
- Die Versuchszeit darf nicht überschritten werden. Bei mehr als drei Wettkämpfern beträgt sie eine Minute, bei zwei oder drei Athleten zwei Minuten – und ist nur noch einer im Wettbewerb, darf er sich maximal fünf Minuten Zeit für seinen Versuch lassen. Bei aufeinanderfolgenden Versuchen darf sich der Athlet drei Minuten Zeit lassen.

### Ermittlung der Rangfolge/Gleichstand/Stichkampf
Gewonnen hat der Athlet mit der höchsten übersprungenen Höhe. Bei Gleichständen ist der Athlet mit der geringeren Anzahl an Versuchen über die letzte übersprungene Höhe besser platziert. Besteht weiterhin Gleichstand, wird die Gesamtzahl an Fehlversuchen inklusive der zuletzt übersprungenen Höhe ermittelt. Der Athlet mit der geringeren Anzahl ist besser platziert.
Zum besseren Verständnis hier ein stilisiertes Wettkampfprotokoll (O = gültig, X = Fehlversuch, – = verzichtet, o.g.V. = ohne gültigen Versuch):
| Athlet | 5,30 | 5,40 | 5,50 | 5,60 | 5,65 | 5,70 | Vers. | Fehlv. | Höhe   | Platz |
| ------ | ---- | ---- | ---- | ---- | ---- | ---- | ----- | ------ | ------ | ----- |
| A      | –    | –    | XO   | XO   | XO   | XXX  | 2     | 3      | 5,65   | 1     |
| B      | O    | –    | O    | O    | XXX  |      | 1     | 0      | 5,60   | 3     |
| C      | O    | –    | XO   | XO   | X--  | XX   | 2     | 2      | 5,60   | 4     |
| D      | –    | XO   | O    | XXO  | XXO  | XXX  | 3     | 5      | 5,65   | 2     |
| E      | –    | –    | –    | XXX  |      |      |       |        | o.g.V. |       |

Besteht nach Berücksichtigung all dieser Kriterien immer noch Gleichstand auf dem ersten Platz, so kann es einen Stichkampf geben. Betrifft der Gleichstand nicht den ersten Platz, werden die Athleten gleich platziert.
Beim Stichkampf wird wie folgt verfahren:
Die gleichstehenden Wettkämpfer führen einen weiteren Versuch über die nächstfolgende Höhe nach der erfolgreich übersprungenen Höhe aus. Schaffen es alle, so wird die Latte 5 Zentimeter höher gelegt, reißen alle, wird sie 5 Zentimeter tiefer gelegt. Bis zur Entscheidung wird jeweils nur ein Versuch über jede Höhe ausgeführt.
Das folgende Beispiel zeigt den Stichkampf der beiden Führenden eines Wettkampfes:
| Athlet | 4,30 | 4,40 | 4,50 | 4,60 | 4,65 | 4,70 | 4,75 | Vers. | Fehlv. | Höhe | 4,70 | 4,65 | 4,70 | 4,75 | Höhe | Platz |
| ------ | ---- | ---- | ---- | ---- | ---- | ---- | ---- | ----- | ------ | ---- | ---- | ---- | ---- | ---- | ---- | ----- |
| A      | –    | –    | O    | XO   | XO   | XXX  |      | 2     | 2      | 4,65 | X    | O    | O    | X    | 4,70 | 2     |
| B      | –    | XO   | O    | O    | XO   | –    | XXX  | 2     | 2      | 4,65 | X    | O    | O    | O    | 4,75 | 1     |

Mit den IWR 2010 ist der Stichkampf im Bereich des Deutschen Leichtathletik-Verbandes (DLV) abgeschafft. Auf internationaler Ebene gibt es ihn noch – aber nur, wenn die Wettkämpfer es wollen. Ansonsten gibt es z. B. zwei „erste Plätze“.

## Verletzungsrisiken
Als technisch anspruchsvollste leichtathletische Disziplin gilt Stabhochsprung auch als die gefährlichste. Zu den typischen Verletzungen beim Stabhochsprung zählen Ausrenkungen des Schultergelenks sowie Brüche im Schulterbereich. Durch den Absprung werden insbesondere die Patella- und die Achillessehne stark beansprucht. Bei einem eventuellen Unterlaufen des Stabs beim Absprung besteht ein Verletzungsrisiko für den Rücken, der ungeschützte Fall auf den Einstichkasten kann schwerwiegende Verletzungen zur Folge haben.

### Prominente Unfallopfer
Annika Becker brach 2004 der Stab im Training. Sie landete so unglücklich auf der Matte, dass der Nacken abknickte und sie kurz vor einer Lähmung stand. Daraufhin beendete sie ihre Karriere im Stabhochsprung und wechselte zum Weitsprung.
Julia Hütter fiel 2008 beim Versuch die Latte zu überqueren aus 4,50 Meter Höhe ungeschützt in den Einstichkasten. Dabei zog sich Hütter einen Kreuzbandriss im linken Knie sowie eine Knochenabsplitterung im rechten Sprunggelenk zu.
Kira Grünberg erlitt am 30. Juli 2015 bei einem Trainingssprung in Innsbruck einen Bruch der Halswirbelsäule. Sie ist seitdem querschnittgelähmt.

## Statistik

### Medaillengewinner der Olympischen Spiele

#### Männer
| Jahr | Goldmedaille               | Silbermedaille                      | Bronzemedaille                                   |
| ---- | -------------------------- | ----------------------------------- | ------------------------------------------------ |
| 1896 | William Hoyt               | Albert Tyler                        | Evangelos Damaskos Ioannis Theodoropoulos        |
| 1900 | Irving Baxter              | Meredith Colkett                    | Carl-Albert Andersen                             |
| 1904 | Charles Dvorak             | LeRoy Samse                         | Louis Wilkins                                    |
| 1906 | Fernand Gonder             | Bruno Söderström                    | Edward Glover                                    |
| 1908 | Edward Cook Alfred Gilbert | –                                   | Edward Archibald Charles Jacobs Bruno Söderström |
| 1912 | Harry Babcock              | Frank Nelson Marc Wright            | –                                                |
| 1920 | Frank Foss                 | Henry Petersen                      | Edwin Myers                                      |
| 1924 | Lee Barnes                 | Glenn Graham                        | James Brooker                                    |
| 1928 | Sabin Carr                 | William Droegemueller               | Charles McGinnis                                 |
| 1932 | Bill Miller                | Shuhei Nishida                      | George Jefferson                                 |
| 1936 | Earle Meadows              | Shuhei Nishida                      | Sueo Oe                                          |
| 1948 | Guinn Smith                | Erkki Kataja                        | Bob Richards                                     |
| 1952 | Bob Richards               | Don Laz                             | Ragnar Lundberg                                  |
| 1956 | Bob Richards               | Bob Gutowski                        | Georgios Roumbanis                               |
| 1960 | Don Bragg                  | Ron Morris                          | Eeles Landström                                  |
| 1964 | Fred Hansen                | Wolfgang Reinhardt                  | Klaus Lehnertz                                   |
| 1968 | Bob Seagren                | Claus Schiprowski                   | Wolfgang Nordwig                                 |
| 1972 | Wolfgang Nordwig           | Bob Seagren                         | Jan Johnson                                      |
| 1976 | Tadeusz Ślusarski          | Antti Kalliomäki                    | David Roberts                                    |
| 1980 | Władysław Kozakiewicz      | Tadeusz Ślusarski Konstantin Wolkow | –                                                |
| 1984 | Pierre Quinon              | Mike Tully                          | Earl Bell Thierry Vigneron                       |
| 1988 | Serhij Bubka               | Rodion Gataullin                    | Grigori Jegorow                                  |
| 1992 | Maxim Tarassow             | Igor Trandenkow                     | Javier García                                    |
| 1996 | Jean Galfione              | Igor Trandenkow                     | Andrei Tivontschik                               |
| 2000 | Nick Hysong                | Lawrence Johnson                    | Maxim Tarassow                                   |
| 2004 | Timothy Mack               | Toby Stevenson                      | Giuseppe Gibilisco                               |
| 2008 | Steve Hooker               | Jewgeni Lukjanenko                  | Denys Jurtschenko                                |
| 2012 | Renaud Lavillenie          | Björn Otto                          | Raphael Holzdeppe                                |
| 2016 | Thiago Braz                | Renaud Lavillenie                   | Sam Kendricks                                    |
| 2020 | Armand Duplantis           | Christopher Nilsen                  | Thiago Braz                                      |
| 2024 | Armand Duplantis           | Sam Kendricks                       | Emmanouil Karalis                                |

#### Frauen
| Jahr | Goldmedaille       | Silbermedaille      | Bronzemedaille     |
| ---- | ------------------ | ------------------- | ------------------ |
| 2000 | Stacy Dragila      | Tatiana Grigorieva  | Vala Flosadóttir   |
| 2004 | Jelena Issinbajewa | Swetlana Feofanowa  | Anna Rogowska      |
| 2008 | Jelena Issinbajewa | Jennifer Stuczynski | Swetlana Feofanowa |
| 2012 | Jennifer Suhr      | Yarisley Silva      | Jelena Issinbajewa |
| 2016 | Katerina Stefanidi | Sandi Morris        | Eliza McCartney    |
| 2020 | Katie Nageotte     | Anschelika Sidorowa | Holly Bradshaw     |
| 2024 | Nina Kennedy       | Katie Moon          | Alysha Newman      |

### Medaillengewinner der Weltmeisterschaften

#### Männer
| Jahr | Goldmedaille        | Silbermedaille     | Bronzemedaille                                    |
| ---- | ------------------- | ------------------ | ------------------------------------------------- |
| 1983 | Serhij Bubka        | Konstantin Wolkow  | Atanas Tarew                                      |
| 1987 | Serhij Bubka        | Thierry Vigneron   | Rodion Gataullin                                  |
| 1991 | Serhij Bubka        | István Bagyula     | Maxim Tarassow                                    |
| 1993 | Serhij Bubka        | Grigori Jegorow    | Maxim Tarassow Igor Trandenkow                    |
| 1995 | Serhij Bubka        | Maxim Tarassow     | Jean Galfione                                     |
| 1997 | Serhij Bubka        | Maxim Tarassow     | Dean Starkey                                      |
| 1999 | Maxim Tarassow      | Dimitri Markov     | Alexander Awerbuch                                |
| 2001 | Dimitri Markov      | Alexander Awerbuch | Nick Hysong                                       |
| 2003 | Giuseppe Gibilisco  | Okkert Brits       | Patrik Kristiansson                               |
| 2005 | Rens Blom           | Brad Walker        | Pawel Gerassimow                                  |
| 2007 | Brad Walker         | Romain Mesnil      | Danny Ecker                                       |
| 2009 | Steven Hooker       | Romain Mesnil      | Renaud Lavillenie                                 |
| 2011 | Paweł Wojciechowski | Lázaro Borges      | Renaud Lavillenie                                 |
| 2013 | Raphael Holzdeppe   | Renaud Lavillenie  | Björn Otto                                        |
| 2015 | Shawnacy Barber     | Raphael Holzdeppe  | Paweł Wojciechowski Renaud Lavillenie Piotr Lisek |
| 2017 | Sam Kendricks       | Piotr Lisek        | Renaud Lavillenie                                 |
| 2019 | Sam Kendricks       | Armand Duplantis   | Piotr Lisek                                       |
| 2022 | Armand Duplantis    | Christopher Nilsen | Ernest Obiena                                     |
| 2023 | Armand Duplantis    | Ernest Obiena      | Kurtis Marschall Christopher Nilsen               |

#### Frauen
| Jahr | Goldmedaille            | Silbermedaille               | Bronzemedaille                  |
| ---- | ----------------------- | ---------------------------- | ------------------------------- |
| 1999 | Stacy Dragila           | Anschela Balachonowa         | Tatiana Grigorieva              |
| 2001 | Stacy Dragila           | Swetlana Feofanowa           | Monika Pyrek                    |
| 2003 | Swetlana Feofanowa      | Annika Becker                | Jelena Issinbajewa              |
| 2005 | Jelena Issinbajewa      | Monika Pyrek                 | Pavla Hamáčková                 |
| 2007 | Jelena Issinbajewa      | Kateřina Baďurová            | Swetlana Feofanowa              |
| 2009 | Anna Rogowska           | Chelsea Johnson Monika Pyrek |                                 |
| 2011 | Fabiana Murer           | Martina Strutz               | Swetlana Feofanowa              |
| 2013 | Jelena Issinbajewa      | Jennifer Suhr                | Yarisley Silva                  |
| 2015 | Yarisley Silva          | Fabiana Murer                | Nikoleta Kyriakopoulou          |
| 2017 | Katerina Stefanidi      | Sandi Morris                 | Robeilys Peinado Yarisley Silva |
| 2019 | Anschelika Sidorowa     | Sandi Morris                 | Katerina Stefanidi              |
| 2022 | Katie Nageotte          | Sandi Morris                 | Nina Kennedy                    |
| 2023 | Katie Moon Nina Kennedy |                              | Wilma Murto                     |

### Weltrekordentwicklung
Der Weltrekord bei den Männern liegt bei 6,29 m und wurde von Armand Duplantis aus Schweden am 12. August 2025 in Budapest aufgestellt. Bei den Frauen hält Jelena Issinbajewa aus Wolgograd den Weltrekord mit 5,06 m, übersprungen am 28. August 2009 in Zürich.
H: Hallenleistung, von World Athletics auch als Egalisierung oder Verbesserung des Freiluftweltrekordes anerkannt
K: Klettertechnik, bei der sich der Springer durch mehrmaliges Umgreifen mit beiden Händen am Stab hochzog
B: Verwendung eines Bambus-Sprungstabes
A: In einer Höhe von 1000 Meter oder mehr aufgestellt

#### Männer

##### Frühe Bestleistungen von Amateursportlern (keine anerkannten Weltrekorde)
| Höhe (m) | Name              | Datum              | Ort           |
| -------- | ----------------- | ------------------ | ------------- |
| 3,15     | Francis Temple    | 6. Oktober 1849    | Woolwich      |
| 3,21     | Robert Mitchell   | 19. Juni 1868      | London        |
| 3,225 K  | Edwin Woodburn    | 31. August 1872    | Newton        |
| 3,225 K  | Edwin Woodburn    | 2. Juni 1873       | Lancaster     |
| 3,225    | William Kelsey    | 7. Juli 1873       | Sheffield     |
| 3,225    | John Wigfull      | 7. Juli 1873       | Sheffield     |
| 3,225    | Edwin Woodburn    | 30. März 1874      | London        |
| 3,225    | John Wigfull      | 5. Juli 1875       | Sheffield     |
| 3,265    | Charles Gaskin    | 5. Juni 1876       | Newark        |
| 3,32     | Charles Gaskin    | 3. Juli 1876       | Sheffield     |
| 3,38 K   | Edwin Woodburn    | 21. Juli 1876      | Ulverston     |
| 3,335    | Charles Gaskin    | 11. August 1876    | Ilkley        |
| 3,37     | Henry Kayll       | 11. August 1876    | Ilkley        |
| 3,42 K   | Thomas Ray        | 19. September 1879 | Ulverston     |
| 3,43 K   | Thomas Ray        | 19. Juli 1881      | Birmingham    |
| 3,455 K  | Thomas Ray        | 12. August 1882    | Bradford      |
| 3,455 K  | Thomas Ray        | 16. Juni 1883      | Nottingham    |
| 3,465 K  | Thomas Ray        | 18. August 1883    | Preston       |
| 3,48 K   | Thomas Ray        | 20. August 1885    | Grasmere      |
| 3,485 K  | Thomas Ray        | 13. August 1886    | Whitehaven    |
| 3,505 K  | Thomas Ray        | 18. August 1887    | Grasmere      |
| 3,52 K   | Thomas Ray        | 19. August 1887    | Whitehaven    |
| 3,53 K   | Ernest Stones     | 2. Juni 1888       | Southport     |
| 3,555 K  | Thomas Ray        | 22. September 1888 | Barrow        |
| 3,58     | Richard Dickenson | 4. Juli 1891       | Kidderminster |
| 3,62     | Raymond Clapp     | 16. Juni 1898      | Chicago       |
| 3,69 B   | Norman Dole       | 23. April 1904     | Berkeley      |
| 3,69     | Fernand Gonder    | 26. Juni 1904      | Paris         |
| 3,83     | Fernand Gonder    | 28. Mai 1905       | Gradignan     |
| 3,74     | Fernand Gonder    | 4. Juni 1905       | Gradignan     |
| 3,74     | LeRoy Samse       | 2. Juni 1906       | Chicago       |
| 3,78 B   | LeRoy Samse       | 2. Juni 1906       | Chicago       |
| 3,79 B   | Walter Dray       | 18. Mai 1907       | New Haven     |
| 3,82 B   | Walter Dray       | 25. April 1908     | Philadelphia  |
| 3,855 B  | Alfred Gilbert    | 6. Juni 1908       | Philadelphia  |
| 3,86 B   | Alfred Gilbert    | 12. Juni 1908      | New Haven     |
| 3,90 B   | Walter Dray       | 13. Juni 1908      | Danbury       |
| 3,915 B  | Leland Scott      | 30. April 1910     | Berkeley      |
| 3,93 B   | Leland Scott      | 27. Mai 1910       | Boulder       |
| 3,985 B  | Robert Gardner    | 1. Juni 1912       | Philadelphia  |

##### Anerkannte Weltrekorde
| Höhe (m)        | Name                  | Datum              | Ort              |
| --------------- | --------------------- | ------------------ | ---------------- |
| Bambus-Stab     |                       |                    |                  |
| 4,02            | Marc Wright           | 8. Juni 1912       | Cambridge        |
| 4,09            | Frank Foss            | 20. August 1920    | Antwerpen        |
| 4,12            | Charles Hoff          | 3. September 1922  | Kopenhagen       |
| 4,21            | Charles Hoff          | 22. Juli 1923      | Kopenhagen       |
| 4,23            | Charles Hoff          | 13. August 1925    | Oslo             |
| 4,25            | Charles Hoff          | 27. September 1925 | Turku            |
| 4,27            | Sabin Carr            | 28. Mai 1927       | Philadelphia     |
| 4,30            | Lee Barnes            | 28. April 1928     | Fresno           |
| 4,37            | William Graber        | 16. Juli 1932      | Palo Alto        |
| 4,39            | Keith Brown           | 1. Juni 1935       | Cambridge        |
| 4,43            | George Varoff         | 4. Juli 1936       | Princeton        |
| 4,54            | William Sefton        | 29. Mai 1937       | Los Angeles      |
| 4,54            | Earle Meadows         | 29. Mai 1937       | Los Angeles      |
| 4,60            | Cornelius Warmerdam   | 29. Juni 1940      | Fresno           |
| 4,72            | Cornelius Warmerdam   | 6. Juni 1941       | Compton          |
| 4,77            | Cornelius Warmerdam   | 23. Mai 1942       | Modesto          |
| Aluminium-Stab  |                       |                    |                  |
| 4,78            | Bob Gutowski          | 27. April 1957     | Palo Alto        |
| Stahl-Stab      |                       |                    |                  |
| 4,80            | Don Bragg             | 2. Juli 1960       | Palo Alto        |
| Kunststoff-Stab |                       |                    |                  |
| 4,83            | George Davies         | 20. Mai 1961       | Boulder          |
| 4,89            | John Uelses           | 31. März 1962      | Santa Barbara    |
| 4,93            | Dave Tork             | 28. April 1962     | Walnut           |
| 4,94            | Pentti Nikula         | 22. Juni 1962      | Kauhava          |
| 5,00            | Brian Sternberg       | 27. April 1963     | Philadelphia     |
| 5,08            | Brian Sternberg       | 7. Juni 1963       | Compton          |
| 5,13            | John Pennel           | 5. August 1963     | London           |
| 5,20            | John Pennel           | 24. August 1963    | Coral Gables     |
| 5,23            | Fred Hansen           | 13. Juni 1964      | San Diego        |
| 5,28            | Fred Hansen           | 25. Juli 1964      | Los Angeles      |
| 5,32            | Bob Seagren           | 14. Mai 1966       | Fresno           |
| 5,34            | John Pennel           | 23. Juli 1966      | Los Angeles      |
| 5,36            | Bob Seagren           | 10. Juni 1967      | San Diego        |
| 5,38            | Paul Wilson           | 23. Juni 1967      | Bakersfield      |
| 5,41            | Bob Seagren           | 12. September 1968 | Echo Summit      |
| 5,44            | John Pennel           | 21. Juni 1969      | Sacramento       |
| 5,45            | Wolfgang Nordwig      | 17. Juni 1970      | Berlin           |
| 5,46            | Wolfgang Nordwig      | 3. September 1970  | Turin            |
| 5,49            | Christos Papanikolaou | 24. Oktober 1970   | Athen            |
| 5,51            | Kjell Isaksson        | 8. April 1972      | Austin           |
| 5,54            | Kjell Isaksson        | 15. April 1972     | Los Angeles      |
| 5,55            | Kjell Isaksson        | 12. Juni 1972      | Helsingborg      |
| 5,63            | Bob Seagren           | 2. Juli 1972       | Eugene           |
| 5,65            | David Roberts         | 28. März 1975      | Gainesville      |
| 5,67            | Earl Bell             | 29. Mai 1976       | Wichita          |
| 5,70            | David Roberts         | 22. Juni 1976      | Eugene           |
| 5,72            | Władysław Kozakiewicz | 11. Mai 1980       | Mailand          |
| 5,75            | Thierry Vigneron      | 1. Juni 1980       | Colombes         |
| 5,75            | Thierry Vigneron      | 29. Juni 1980      | Lille            |
| 5,77            | Philippe Houvion      | 17. Juli 1980      | Paris            |
| 5,78            | Władysław Kozakiewicz | 30. Juli 1980      | Moskau           |
| 5,80            | Thierry Vigneron      | 20. Juni 1981      | Mâcon            |
| 5,81            | Wladimir Poljakow     | 26. Juni 1981      | Tiflis           |
| 5,82            | Pierre Quinon         | 28. August 1983    | Köln             |
| 5,83            | Thierry Vigneron      | 1. September 1983  | Rom              |
| 5,85            | Serhij Bubka          | 26. Mai 1984       | Bratislava       |
| 5,88            | Serhij Bubka          | 2. Juni 1984       | Saint Denis      |
| 5,90            | Serhij Bubka          | 13. Juli 1984      | London           |
| 5,91            | Thierry Vigneron      | 31. August 1984    | Rom              |
| 5,94            | Serhij Bubka          | 31. August 1984    | Rom              |
| 6,00            | Serhij Bubka          | 13. Juli 1985      | Paris            |
| 6,01            | Serhij Bubka          | 8. Juli 1986       | Moskau           |
| 6,03            | Serhij Bubka          | 23. Juni 1987      | Prag             |
| 6,05            | Serhij Bubka          | 9. Juni 1988       | Bratislava       |
| 6,06            | Serhij Bubka          | 10. Juli 1988      | Nizza            |
| 6,07            | Serhij Bubka          | 6. Mai 1991        | Shizuoka         |
| 6,08            | Serhij Bubka          | 9. Juni 1991       | Moskau           |
| 6,09            | Serhij Bubka          | 8. Juli 1991       | Formia           |
| 6,10            | Serhij Bubka          | 5. August 1991     | Malmö            |
| 6,11            | Serhij Bubka          | 13. Juni 1992      | Dijon            |
| 6,12            | Serhij Bubka          | 30. August 1992    | Padua            |
| 6,13            | Serhij Bubka          | 19. September 1992 | Tokio            |
| 6,14 A          | Serhij Bubka          | 31. Juli 1994      | Sestriere        |
| 6,16 H          | Renaud Lavillenie     | 15. Februar 2014   | Donezk           |
| 6,17 H          | Armand Duplantis      | 8. Februar 2020    | Toruń            |
| 6,18 H          | Armand Duplantis      | 15. Februar 2020   | Glasgow          |
| 6,19 H          | Armand Duplantis      | 7. März 2022       | Belgrad          |
| 6,20 H          | Armand Duplantis      | 20. März 2022      | Belgrad          |
| 6,21            | Armand Duplantis      | 24. Juli 2022      | Eugene           |
| 6,22 H          | Armand Duplantis      | 25. Februar 2023   | Clermont-Ferrand |
| 6,23            | Armand Duplantis      | 17. September 2023 | Eugene           |
| 6,24            | Armand Duplantis      | 20. April 2024     | Xiamen           |
| 6,25            | Armand Duplantis      | 5. August 2024     | Paris            |
| 6,26            | Armand Duplantis      | 25. August 2024    | Chorzow          |
| 6,27 H          | Armand Duplantis      | 28. Februar 2025   | Clermont-Ferrand |
| 6,28            | Armand Duplantis      | 15. Juni 2025      | Stockholm        |
| 6,29            | Armand Duplantis      | 12. August 2025    | Budapest         |

Die von Serhij Bubka am 21. Februar 1993 in Donezk in der Halle übersprungenen 6,15 m galten noch nicht als Weltrekord, da damals nur im Freien erzielte Leistungen in die Rekordliste aufgenommen wurden.

#### Frauen
| Höhe (m) | Name               | Datum              | Ort              |
| -------- | ------------------ | ------------------ | ---------------- |
| 4,05     | Sun Caiyun         | 21. Mai 1992       | Nanjing          |
| 4,08     | Sun Caiyun         | 18. Mai 1995       | Taiyuan          |
| 4,08     | Zhong Guiqing      | 18. Mai 1995       | Taiyuan          |
| 4,10     | Daniela Bártová    | 21. Mai 1995       | Ljubljana        |
| 4,12     | Daniela Bártová    | 18. Juni 1995      | Duisburg         |
| 4,13     | Daniela Bártová    | 24. Juni 1995      | Wesel            |
| 4,14     | Daniela Bártová    | 2. Juli 1995       | Gateshead        |
| 4,15     | Daniela Bártová    | 6. Juli 1995       | Ostrava          |
| 4,16     | Daniela Bártová    | 14. Juli 1995      | Feldkirch        |
| 4,17     | Daniela Bártová    | 15. Juli 1995      | Gisingen         |
| 4,18     | Andrea Müller      | 5. August 1995     | Zittau           |
| 4,20     | Daniela Bártová    | 18. August 1995    | Köln             |
| 4,21     | Daniela Bártová    | 22. August 1995    | Linz             |
| 4,22     | Daniela Bártová    | 11. September 1995 | Salgótarján      |
| 4,25     | Emma George        | 30. November 1995  | Melbourne        |
| 4,28     | Emma George        | 17. Dezember 1995  | Perth            |
| 4,41     | Emma George        | 28. Januar 1996    | Perth            |
| 4,42     | Emma George        | 29. Juni 1996      | Reims            |
| 4,45     | Emma George        | 14. Juli 1996      | Sapporo          |
| 4,50     | Emma George        | 8. Februar 1997    | Melbourne        |
| 4,55     | Emma George        | 20. Februar 1997   | Melbourne        |
| 4,57     | Emma George        | 21. Februar 1998   | North Shore City |
| 4,58     | Emma George        | 14. März 1998      | Melbourne        |
| 4,59     | Emma George        | 21. März 1998      | Brisbane         |
| 4,60     | Emma George        | 20. Februar 1999   | Sydney           |
| 4,60     | Stacy Dragila      | 21. August 1999    | Sevilla          |
| 4,61 H   | Stacy Dragila      | 19. Februar 2000   | Pocatello        |
| 4,62 H   | Stacy Dragila      | 3. März 2000       | Atlanta          |
| 4,63     | Stacy Dragila      | 23. Juli 2000      | Sacramento       |
| 4,63 H   | Stacy Dragila      | 2. Februar 2001    | New York         |
| 4,64 H   | Swetlana Feofanowa | 11. Februar 2001   | Dortmund         |
| 4,66 H   | Stacy Dragila      | 17. Februar 2001   | Pocatello        |
| 4,70 H   | Stacy Dragila      | 17. Februar 2001   | Pocatello        |
| 4,70     | Stacy Dragila      | 27. April 2001     | Pocatello        |
| 4,71     | Stacy Dragila      | 9. Juni 2001       | Palo Alto        |
| 4,81     | Stacy Dragila      | 9. Juni 2001       | Palo Alto        |
| 4,82     | Jelena Issinbajewa | 13. Juli 2003      | Gateshead        |
| 4,83 H   | Jelena Issinbajewa | 15. Februar 2004   | Donezk           |
| 4,85 H   | Swetlana Feofanowa | 22. Februar 2004   | Athen            |
| 4,86 H   | Jelena Issinbajewa | 6. März 2004       | Budapest         |
| 4,87     | Jelena Issinbajewa | 27. Juni 2004      | Gateshead        |
| 4,88     | Swetlana Feofanowa | 4. Juli 2004       | Iraklio          |
| 4,89     | Jelena Issinbajewa | 25. Juli 2004      | Birmingham       |
| 4,90     | Jelena Issinbajewa | 30. Juli 2004      | London           |
| 4,91     | Jelena Issinbajewa | 24. August 2004    | Athen            |
| 4,92     | Jelena Issinbajewa | 3. September 2004  | Brüssel          |
| 4,93     | Jelena Issinbajewa | 5. Juli 2005       | Lausanne         |
| 4,95     | Jelena Issinbajewa | 16. Juli 2005      | Madrid           |
| 4,96     | Jelena Issinbajewa | 22. Juli 2005      | London           |
| 5,00     | Jelena Issinbajewa | 22. Juli 2005      | London           |
| 5,01     | Jelena Issinbajewa | 12. August 2005    | Helsinki         |
| 5,03     | Jelena Issinbajewa | 11. Juli 2008      | Rom              |
| 5,04     | Jelena Issinbajewa | 29. Juli 2008      | Monte Carlo      |
| 5,05     | Jelena Issinbajewa | 18. August 2008    | Peking           |
| 5,06     | Jelena Issinbajewa | 28. August 2009    | Zürich           |

### Weltbestenliste

#### Männer
Alle Springer über einer Höhe von 5,91 Metern oder höher. A: Höhe wurde unter Höhenbedingungen erzielt.
Letzte Veränderung: 15. August 2025
1. 6,29 m  Armand Duplantis, Budapest, 15. August 2025
2. 6,16 m  Renaud Lavillenie, Donezk, 15. Februar 2014
3. 6,15 m  Serhij Bubka, Donezk, 21. Februar 1993
4. 6,08 m  Emmanouil Karalis, Volos, 2. August 2025
5. 6,07 m  KC Lightfoot, Nashville, 2. Juni 2023
6. 6,06 m  Steve Hooker, Boston, 7. Februar 2009
7. 6,06 m  Sam Kendricks, Des Moines, 27. Juli 2019
8. 6,05 m  Maksim Tarassow, Athen, 16. Juni 1999
9. 6,05 m  Dmitri Markov, Edmonton, 9. August 2001
10. 6,05 m  Christopher Nilsen, Rouen, 5. März 2022
11. 6,04 m  Brad Walker, Eugene, 8. Juni 2008
12. 6,03 m  Okkert Brits, Köln, 18. August 1995
13. 6,03 m  Jeff Hartwig, Jonesboro, 14. Juni 2000
14. 6,03 m  Thiago Braz, Rio de Janeiro, 15. August 2016
15. 6,02 m  Rodion Gataullin, Gomel, 23. November 1989
16. 6,02 m  Piotr Lisek, Monaco, 12. Juli 2019
17. 6,01 m  Igor Trandenkow, Sankt Petersburg, 4. Juli 1996
18. 6,01 m  Timothy Mack, Monaco, 18. September 2004
19. 6,01 m  Jewgeni Lukjanenko, Bydgoszcz, 1. Juli 2008
20. 6,01 m  Björn Otto, Aachen, 5. September 2012 (deutscher Rekord)
21. 6,00 m  Tim Lobinger, Köln, 24. August 1997
22. 6,00 m  Jean Galfione, Maebashi, 6. März 1999
23. 6,00 m  Danny Ecker, Dortmund, 11. Februar 2001
24. 6,00 m  Toby Stevenson, Modesto, 8. Mai 2004
25. 6,00 m  Paul Burgess, Perth, 26. Februar 2005
26. 6,00 m  Shawnacy Barber, Reno, 15. Januar 2016
27. 6,00 m  Timur Morgunow, Berlin, 12. August 2018
28. 6,00 m  Sondre Guttormsen, Albuquerque, 10. März 2023
29. 6,00 m  Ernest John Obiena, Bergen, 9. Juni 2023
30. 5,98 m  Lawrence Johnson, Knoxville, 25. Mai 1996
31. 5,97 m  Scott Huffman, Knoxville, 18. Juni 1994
32. 5,96 m  Joe Dial, Norman, 18. Juni 1987
33. 5,96 m  Menno Vloon, Aubière, 27. Februar 2021
34. 5,95 m  Andrei Tivontschik, Köln, 16. August 1996
35. 5,95 m  Michael Stolle, Monaco, 18. August 2000
36. 5,95 m  Romain Mesnil, Castres, 6. August 2003
37. 5,95 m  Kurtis Marschall, Sotteville-lès-Rouen, 7. Juli 2023
38. 5,95 m  Thibaut Collet, Montbonnot-Saint-Martin, 19. Juni 2024
39. 5,94 m  Philippe Collet, Grenoble, 10. März 1990
40. 5,94 m  Raphael Holzdeppe, Nürnberg, 26. Juli 2015
41. 5,93 m  Billy Olson, East Rutherford, 8. Februar 1986
42. 5,93 m  Tye Harvey, Atlanta, 3. März 2001
43. 5,93 m  Alexander Awerbuch, Madrid, 19. Juli 2003
44. 5,93 m  Paweł Wojciechowski, Lausanne, 6. Juli 2017
45. 5,92 m  István Bagyula, Linz, 5. Juli 1991
46. 5,92 m  Igor Potapowitsch, Dijon, 13. Juni 1992
47. 5,92 m  Dean Starkey, São Paulo, 21. Mai 1994
48. 5,91 m  Thierry Vigneron, Rom, 31. August 1984
49. 5,91 m  Viktor Rijenkov, Donostia / San Sebastián, 15. März 1991
50. 5,91 m A  Riaan Botha, Pretoria, 2. April 1997
51. 5,91 m  Malte Mohr, Ingolstadt, 22. Juni 2012
52. 5,91 m  Konstandínos Filippídis, Saint-Denis, 4. Juli 2015
53. 5,91 m  Zachery Bradford, Albuquerque, 10. März 2023
54. 5,91 m  Baptiste Thiery, Clermont-Ferrand, 28. Februar 2025
55. 5,91 m  Austin Miller, Recklinghausen, 30. Mai 2025

- Schweizer Rekord: 5,82 m Valentin Imsand, Sitten, 31. Mai 2025
- österreichischer Rekord: 5,77 m Hermann Fehringer, Linz, 5. Juli 1991

#### Frauen
Alle Springerinnen mit einer Leistung von 4,73 m oder höher. A: Höhe wurde unter Höhenbedingungen erzielt. Letzte Veränderung: 13. August 2025
1. 5,06 m  Jelena Issinbajewa, Zürich, 28. August 2009
2. 5,03 m  Jennifer Suhr, Brockport, 30. Januar 2016
3. 5,01 m  Anschelika Sidorowa, Zürich, 9. September 2021
4. 5,00 m  Sandi Morris, Brüssel, 9. September 2016
5. 4,95 m  Katie Moon, Eugene, 26. Juni 2021
6. 4,94 m  Eliza McCartney, Jockgrim, 17. Juli 2018
7. 4,92 m  Molly Caudery, Toulouse, 22. Juni 2024
8. 4,91 m  Yarisley Silva, Beckum, 2. August 2015
9. 4,91 m  Katerina Stefanidi, London, 6. August 2017
10. 4,91 m  Nina Kennedy, Zürich, 30. August 2023
11. 4,91 m  Amanda Moll, Indianapolis, 28. Februar 2025
12. 4,90 m  Demi Payne, New York City, 20. Februar 2016
13. 4,90 m  Holly Bradshaw, Manchester, 26. Juni 2021
14. 4,88 m  Swetlana Feofanowa, Iraklio, 4. Juli 2004
15. 4,88 m  Angelica Moser, Monaco, 12. Juli 2024 (Schweizer Rekord)
16. 4,87 m  Fabiana Murer, São Bernardo do Campo, 3. Juli 2016
17. 4,86 m  Polina Knoros, Kasan, 10. August 2025
18. 4,85 m  Anna Rogowska, Paris, 6. März 2011
19. 4,85 m  Wilma Murto, München, 17. August 2022
20. 4,85 m  Alysha Newman, Paris, 7. August 2024
21. 4,83 m  Stacy Dragila, Ostrava, 8. Juni 2004
22. 4,83 m  Nikoleta Kyriakopoulou, Saint-Denis, 4. Juli 2015
23. 4,83 m  Michaela Meijer, Norrköping, 1. August 2020
24. 4,83 m  Bridget Williams, Clermont-Ferrand, 22. Februar 2024
25. 4,82 m  Monika Pyrek, Stuttgart, 22. September 2007
26. 4,82 m  Silke Spiegelburg, Monaco, 20. Juli 2012 (deutscher Rekord)
27. 4,82 m  Tina Šutej, Ostrava, 2. Februar 2023
28. 4,81 m  Alana Boyd, Sippy Downs, 2. Juli 2016
29. 4,81 m  Angelica Bengtsson, Clermont-Ferrand, 24. Februar 2019
30. 4,81 m  Hana Moll, Indianapolis, 28. Februar 2025
31. 4,80 m  Martina Strutz, Daegu, 30. August 2011
32. 4,80 m  Nicole Büchler, Portland, 17. März 2016
33. 4,80 m  Iryna Schuk, Liévin, 17. Februar 2022
34. 4,80 m  Amálie Švábíková, Paris, 7. August 2024
35. 4,78 m  Tatjana Polnowa, Monaco, 19. September 2004
36. 4,78 m  Robeilys Peinado, Liévin, 19. Februar 2020
37. 4,78 m  Olivia Gruver, Fayetteville, 7. Februar 2021
38. 4,77 m  Annika Becker, Wattenscheid, 7. Juli 2002
39. 4,76 m  Jiřina Ptáčníková-Svobodová, Pilsen, 4. September 2013
40. 4,76 m  Juliana Campos, Schlanders, 18. Juli 2025
41. 4,75 m  Kateřina Baďurová, Osaka, 28. August 2007
42. 4,75 m  Julija Golubtschikowa, Peking, 18. August 2008
43. 4,75 m  Kylie Hutson, Albuquerque, 2. März 2013
44. 4,75 m  Lisa Ryzih, Belgrad, 4. März 2017
45. 4,75 m  Ninon Guillon-Romarin, Monaco, 20. Juli 2018
46. 4,75 m  Emily Grove, Chula Vista, 11. Juni 2022
47. 4,75 m  Marie-Julie Bonnin, Nanjing, 22. März 2025
48. 4,75 m  Brynn King, Austin, 29. März 2025
49. 4,73 m  Chelsea Johnson, Los Gatos, 26. Juni 2008
50. 4,73 m  Anastassija Sawtschenko, Jerino, 15. Juni 2013
51. 4,73 m  Roberta Bruni, Chiari, 4. September 2023
52. 4,73 m  Olivia McTaggart, London, 19. Juli 2025

- 00 4,45 m  Kira Grünberg, Zürich, 12. August 2014 (österreichischer Rekord)
- 00 4,30 m  Gina Reuland, Prag, 6. März 2015 (Luxemburger Rekord)
- 00 2,50 m  Kathrin Berginz, Dornbirn, 25. Januar 2014 (Liechtensteiner Rekord)